# 索爾達特島
68°31′S 78°11′E / 68.517°S 78.183°E

索爾達特島，是南極洲的島嶼，位於伊利沙伯女皇地，處於帕蒂贊島以南，長4.6公里，由挪威探險隊拍攝空中照片，現時由南極條約體系管理。